# Cua de ventall capbrú
El cua de ventall capbrú (Rhipidura diluta) és un ocell de la família dels ripidúrids (Rhipiduridae).

## Hàbitat i distribució
Habita el bosc obert, clars, arbusts i manglars de Sumbawa, Flores i Lomblen a les illes Petites de la Sonda occidentals.